# Eressa hosei
Eressa hosei là một loài bướm đêm thuộc phân họ Arctiinae, họ Erebidae.